# Lijst van voetbalinterlands Ethiopië - Niger
Deze lijst van voetbalinterlands is een overzicht van alle officiële voetbalwedstrijden tussen de nationale teams van Ethiopië en Niger. De landen hebben tot op heden vijf keer tegen elkaar gespeeld. De eerste wedstrijd, een kwalificatiewedstrijd voor de Afrika Cup 2004, vond plaats op 7 september 2002 in Niamey. Het laatste duel, een kwalificatiewedstrijd voor de Afrika Cup 2021, werd gespeeld in Bahir Dar op 17 november 2020.

## Wedstrijden
| № | Plaats      | Datum            | Competitie                   | Wedstrijd        | Uitslag |
| - | ----------- | ---------------- | ---------------------------- | ---------------- | ------- |
| 1 | Niamey      | 7 september 2002 | Afrika Cup 2004 kwalificatie | Niger − Ethiopië | 3 − 1   |
| 2 | Addis Abeba | 22 juni 2003     | Afrika Cup 2004 kwalificatie | Ethiopië − Niger | 2 − 0   |
| 3 | Addis Abeba | 30 december 2012 | Vriendschappelijk            | Ethiopië − Niger | 1 − 0   |
| 4 | Niamey      | 13 november 2020 | Afrika Cup 2021 kwalificatie | Niger − Ethiopië | 1 − 0   |
| 5 | Bahir Dar   | 17 november 2020 | Afrika Cup 2021 kwalificatie | Ethiopië − Niger | 3 − 0   |

## Samenvatting
| Competitie              | Totaal gespeeld | Winst Ethiopië | Gelijk | Winst Niger | Doelsaldo Ethiopië – Niger |
| ----------------------- | --------------- | -------------- | ------ | ----------- | -------------------------- |
| Afrika Cup-kwalificatie | 4               | 2              | 0      | 2           | 5 − 4                      |
| Vriendschappelijk       | 1               | 1              | 0      | 0           | 1 − 0                      |
| Totaal                  | 5               | 3              | 0      | 2           | 6 − 4                      |

Wedstrijden bepaald door strafschoppen worden, in lijn met de FIFA, als een gelijkspel gerekend.
EFF · 
A-internationals · 
Ethiopisch vrouwenelftal · Olympisch elftal
1940 – 1949 · 
1950 – 1959 · 
1960 – 1969 · 
1970 – 1979 · 
1980 – 1989 · 
1990 – 1999 · 
2000 – 2009 · 
2010 – 2019 ·
2020 − 2029
Algerije ·
Angola ·
Benin ·
Botswana ·
Burkina Faso ·
Burundi ·
Centraal-Afrikaanse Republiek ·
Comoren ·
Congo-Brazzaville ·
Congo-Kinshasa ·
Djibouti ·
Egypte ·
Ghana ·
Griekenland ·
Guinee ·
Guinee-Bissau ·
Guyana ·
Israël ·
Ivoorkust ·
Jemen ·
Joegoslavië ·
Kaapverdië ·
Kameroen ·
Kenia ·
Lesotho ·
Liberia ·
Libië ·
Madagaskar ·
Malawi ·
Mali ·
Marokko ·
Mauritanië ·
Mauritius ·
Mozambique ·
Namibië ·
Niger ·
Nigeria ·
Oeganda ·
Rwanda ·
Sao Tomé en Principe ·
Senegal ·
Seychellen ·
Sierra Leone ·
Soedan ·
Somalië ·
Tanzania ·
Togo ·
Tsjaad ·
Tunesië ·
Turkije ·
Zambia ·
Zimbabwe ·
Zuid-Afrika ·
Zuid-Jemen ·
Zuid-Soedan
FNF · Nigerees vrouwenelftal
Interlands
Tegenstander:
Algerije ·
Angola ·
Benin ·
Botswana ·
Burkina Faso ·
Burundi ·
Congo-Brazzaville ·
Congo-Kinshasa ·
Djibouti ·
Egypte ·
Equatoriaal-Guinea ·
Ethiopië ·
Gabon ·
Gambia ·
Ghana ·
Guinee ·
Ivoorkust ·
Kaapverdië ·
Kameroen ·
Lesotho ·
Liberia ·
Libië ·
Madagaskar ·
Mali ·
Marokko ·
Mauritanië ·
Mozambique ·
Namibië ·
Nigeria ·
Oeganda ·
Oekraïne ·
Senegal ·
Sierra Leone ·
Soedan ·
Somalië ·
Swaziland ·
Tanzania ·
Togo ·
Tsjaad ·
Tunesië ·
Zambia ·
Zuid-Afrika